# Tireu, Mureș
Tireu este un sat în comuna Ibănești din județul Mureș, Transilvania, România.